# باتشال عيسو
باتشال عيسو أو عصا يسوع هي اثر مسيحي حسب القصة احضر القديس باتريك العصا الذهبية المعقوفة مع كتاب الأناجيل إلى كاتدرائية ارما في شمال أيرلندا.
حسب القصة اعطى يسوع العصا إلى راهب وامره ان يعطيها إلى القديس باتريك عندما يصل إلى الجزيرة